# Mudian
Mudian (kinesiska: 穆店, 穆店乡) är en socken i Kina. Den ligger i provinsen Henan, i den centrala delen av landet, omkring 180 kilometer sydost om provinshuvudstaden Zhengzhou. Antalet invånare är 38 261. Befolkningen består av 19 892 kvinnor och 18 369 män. Barn under 15 år utgör 26,0 %, vuxna 15-64 år 62 %, och äldre över 65 år 10,0 %.
Genomsnittlig årsnederbörd är 998 millimeter. Den regnigaste månaden är augusti, med i genomsnitt 192 mm nederbörd, och den torraste är januari, med 9 mm nederbörd.